# Nandivaram-Guduvancheri
Nandivaram-Guduvancheri é uma panchayat (vila) no distrito de Kancheepuram, no estado indiano de Tamil Nadu.

## Demografia
Segundo o censo de 2001,  Nandivaram-Guduvancheri  tinha uma população de 27,386 habitantes. Os indivíduos do sexo masculino constituem 51% da população e os do sexo feminino 49%. Nandivaram-Guduvancheri tem uma taxa de literacia de 79%, superior à média nacional de 59.5%: a literacia no sexo masculino é de 85% e no sexo feminino é de 74%. Em Nandivaram-Guduvancheri, 10% da população está abaixo dos 6 anos de idade.